# 向時
向時（1449年—？年），字惟中，四川順慶府岳池縣人，明朝官員。

## 生平
四川鄉試第四十二名舉人。成化二十三年（1487年）中式丁未科會試第二百八十九名，三甲第七十六名進士。

## 家族
曾祖向友民；祖父向法清；父向全，母劉氏。
子向信。